# Karlstein am Main

Gemeindegebiet mit Gemeindeteilen von Karlstein am Main

Karlstein am Main (amtlich Karlstein a.Main) ist eine Gemeinde im unterfränkischen Landkreis Aschaffenburg in Bayern.

## Geografie

### Geografische Lage
Die Gemeinde liegt in der Untermainsenke, zwischen dem Hahnenkammhöhenzug und dem Main, an dessen rechten Ufer. Im Gemeindeteil Großwelzheim befindet sich der westlichste Punkt des Landkreises Aschaffenburg und des Bundeslandes Bayern. Der topographisch höchste Punkt der Gemeinde befindet sich ca. 800 m nordwestlich von Sternberg mit 332 m ü. NHN (Lage), der niedrigste liegt im Main auf 101,7 m ü. NHN (Lage).
Karlstein am Main befindet sich rund 30 Kilometer südöstlich von Frankfurt am Main und gehört zur Metropolregion Frankfurt Rhein-Main.

### Gemeindegliederung
Die Gemeinde besteht aus den Gemeindeteilen Dettingen am Main (4328 Einwohner) und Großwelzheim (4322 Einwohner) (Stand 2010).

### Nachbargemeinden
| Gemeinde Kahl am Main         | Stadt Alzenau in Bayern                     |                                 |
| Stadt Seligenstadt in Hessen  | Kompassrose, die auf Nachbargemeinden zeigt | Gemeinde Johannesberg in Bayern |
| Gemeinde Mainhausen in Hessen | Gemeinde Kleinostheim in Bayern             |                                 |

### Seen
Auf der Gemarkung der Gemeinde Karlstein am Main befinden sich einige Seen:
- Gustavsee (Gemarkung Großwelzheim)
- Langer See (Gemarkung Großwelzheim)
- Großwelzheimer Badesee (Gemarkung Großwelzheim)

## Etymologie

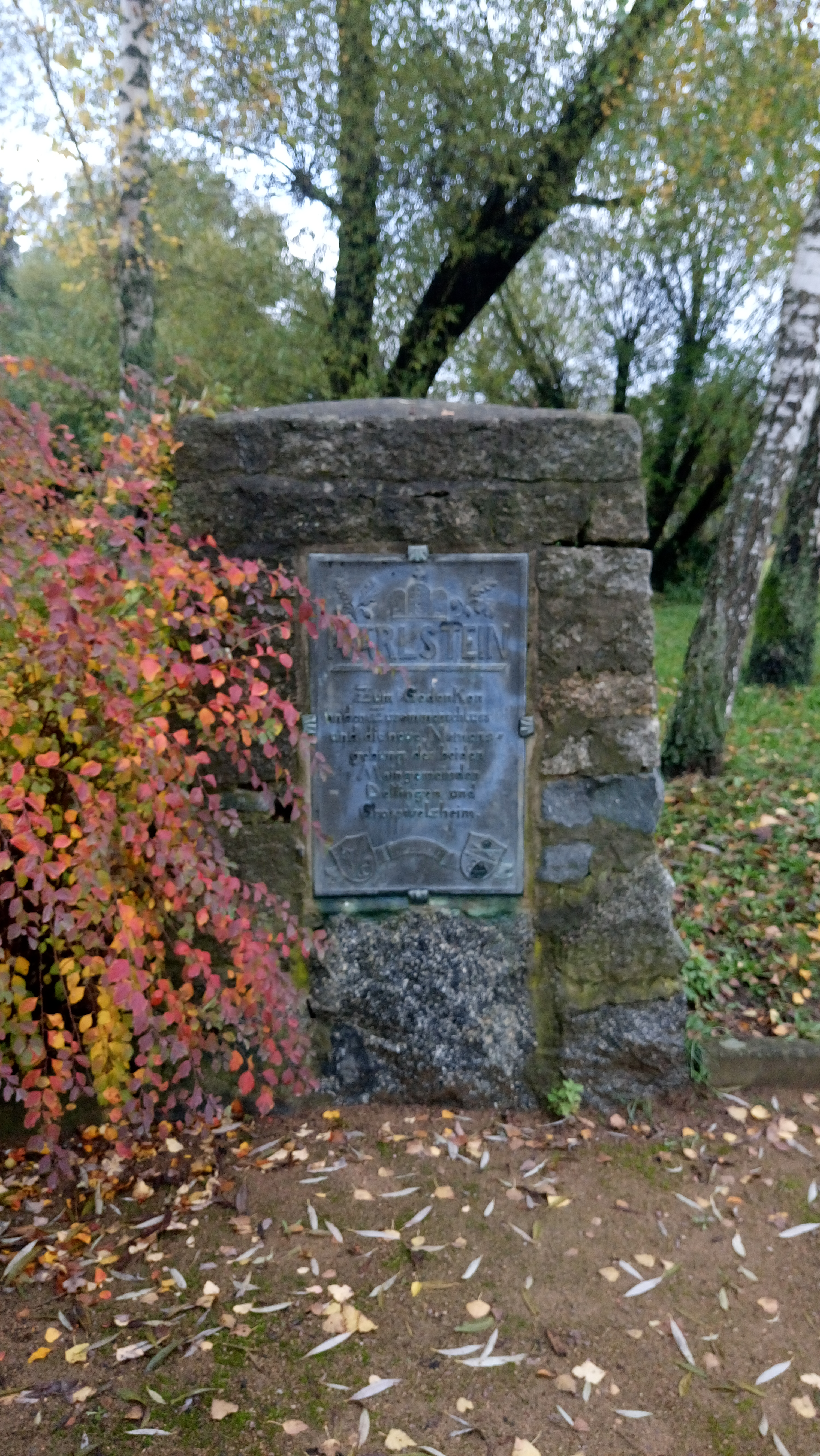
Der Karlstein

Der Name „Karlstein“ geht nach einer anekdotischen Überlieferung auf Kaiser Karl den Großen zurück. Dieser war oft in dem Karlstein direkt gegenüber liegenden Kloster Seligenstadt und begab sich gern auf die Jagd in den Spessart. Um dorthin zu gelangen, überquerte er den Main zum damals noch „Tettingen“ genannten Ort. Der Stein an der Anlegestelle oder auch der Grenzstein zwischen „Tettingen“ und „Walinesheim“ wurde dann „Karlsteyn“ genannt. Der Zusatz „am Main“ unterscheidet Karlstein von weiteren gleichnamigen Orten.

## Geschichte

### 19. und 20. Jahrhundert
Im Zuge der Verwaltungsreformen in Bayern entstanden mit dem Gemeindeedikt von 1818 die Gemeinden Großwelzheim und Dettingen am Main.
Am 1. Juli 1862 wurde das Bezirksamt Alzenau gebildet, auf dessen Verwaltungsgebiet die beiden Gemeinden lagen. 1939 wurde wie überall im Deutschen Reich die Bezeichnung Landkreis eingeführt. Großwelzheim und Dettingen gehörten nun zu den 42 Gemeinden im Landkreis Alzenau in Unterfranken. Mit der Auflösung des Landkreises Alzenau am 1. Juli 1972 kamen die zwei Gemeinden in den neu gebildeten Landkreis Aschaffenburg.

### Eingemeindungen
Im Zuge der Gebietsreform in Bayern erfolgte die Zusammenlegung der beiden Gemeinden Großwelzheim und Dettingen zum 1. Juli 1975. In einer Abstimmung entschieden sich die Bürger dabei für den Namen Karlstein, der bereits um das Jahr 1000 in einer Beschreibung des Aschaffenburger Forstbezirkes erstmals urkundlich erwährt wurde und ein Grenzmal an der ehemaligen Gemarkungsgrenze zwischen Dettingen und Großwelzheim bezeichnet.
Der erste hauptamtliche Bürgermeister der neu gebildeten Kommune war Richard Fuchs (1922–2016), dem es bis zu seiner Pensionierung im Jahre 1987 gelang, die beiden ehemals selbständigen Gemeinden zu einer wirtschaftlich und kulturell florierenden Einheit zusammenzuführen.

### Einwohnerentwicklung
Im Zeitraum 1988 bis 2018 stieg die Einwohnerzahl von 7125 auf 8142 um 1017 Einwohner bzw. um 14,3 %. 2006 zählte die Gemeinde 8286 Einwohner.
Quelle: BayLfStat

### Kernkraftwerke
Auf dem heutigen Gemeindegebiet befanden sich drei Kernkraftwerke.

## Politik

### Gemeinderat
| Gemeinderat – Kommunalwahl 2020 | Gemeinderat – Kommunalwahl 2020                                                                                           |
| --- | --- |
| Kommunalwahl 2020Wahlbeteiligung: 55,2 % 403020100 33,6 %19,5 %19,5 %18,6 %8,9 % CSUSPDGrüneFDPFWGewinne und Verlusteim Vergleich zu 2014 %p 15 10 5 0 −5−10−15−20−25−22,1 %p−7,5 %p+8,9 %p+11,8 %p+8,9 %pCSUSPDGrüneFDPFW | Sitzverteilung im Gemeinderat Karlstein am Main seit 2020Insgesamt 20 Sitze - SPD: 4 - Grüne: 4 - FW: 2 - FDP: 4 - CSU: 6 |

Der Gemeinderat hat (ohne Bürgermeister) 20 Mitglieder.
|      | CSU | SPD | GRÜNE | FDP | FWG | Gesamt   |
| 2008 | 13  | 5   | 1     | 1   | -   | 20 Sitze |
| 2014 | 11  | 6   | 2     | 1   | -   | 20 Sitze |
| 2020 | 6   | 4   | 4     | 4   | 2   | 20 Sitze |

(Stand: Kommunalwahlen in Bayern 2014 und Kommunalwahlen in Bayern 2020)

### Bürgermeister
Seit 2. Juli 2017 ist Peter Kreß (FDP) Erster Bürgermeister. Vorgänger war Winfried Bruder (CSU), dieser wurde 2011 im Amt bestätigt.

### Wappen
| Wappen der Gemeinde Karlstein am Main | Blasonierung: „Wellenförmig geteilt von Blau und Silber; oben durchgehend das silberne Dettinger Kreuz, unten ein blaues Atomsymbol mit rotem Kern.“ |
| Wappen der Gemeinde Karlstein am Main | Wappenbegründung: Die wellenförmige Teilung des Wappens nimmt Bezug auf die geografische Lage der Gemeinde am Main, der auch Bestandteil des Gemeindenamens ist. Das Wappen enthält Teile der Gemeindewappen der ehemaligen Gemeinden Dettingen und Großwelzheim. Das eigenartig gestaltete Kreuz im oberen Wappenteil ist das „Dettinger Kreuz“, dieses nimmt Bezug auf das Signum Karls des Großen, nur befindet sich im Rhombus des Kaisers anstatt dessen Vollziehungsstriches ein „T“ für Tettingen, die frühere Schreibweise von Dettingen. Es stammt aus spätgotischer Zeit und befindet sich in der Kirche St. Hippolyt im Gemeindeteil Dettingen. Das Atomsymbol im unteren Wappenteil ist dem Wappen der ehemaligen Gemeinde Großwelzheim entnommen. Auf ihrem Gemeindegebiet wurde das erste deutsche Atomkraftwerk als Versuchskraftwerk errichtet. Die Wappenführung erfolgt seit dem 13. Oktober 1977. |

## Wirtschaft und Infrastruktur
Der nächste Bahnhof ist Dettingen (Main) an der Main-Spessart-Bahn. In Dettingen verbindet eine Fußgänger- und Radfahrerbrücke das Nord- und Südufer des Mains.
Es gibt einen Busanschluss der VAB. Die Mainstaustufe Großwelzheim wurde im Zeitraum 1963 bis 1973 abgetragen und durch die neue Staustufe in Kleinostheim ersetzt.
In Karlstein befindet sich ein Forschungs- und Entwicklungsstandort der Framatome, einem Unternehmen der kerntechnischen Industrie, sowie von BMZ, einem Unternehmen zur Herstellung von Batteriesystemen für Automobile, Werkzeuge und andere Anwendungen.

## Schulen und Kindergärten
In Großwelzheim befand sich eine staatliche Hauptschule (Waldschule Großwelzheim, An der Waldschule) mit Turnhalle und in Dettingen eine staatliche Grundschule (Grundschule Karlstein, Schulstraße 30) mit Mittagsbetreuung, Hausaufgabenhilfe, Schwimmbad und Turnhalle.
Außerdem gibt es drei Kindergärten/Kindertagesstätten: Das „Klabauterschiff“ (staatliche Kindertagesstätte und Hort, Eichendorffstraße 25), das „Regenbogenland“ (staatliche Kindertagesstätte und Hort, Hörsteiner Straße 5) und die „Villa Kunterbunt“ (katholischer Kindergarten, Berliner Straße 12).

## Persönlichkeiten
- Willibald Wex (1831–1892), Landschaftsmaler
- Rudolf Wöhrl (1913–2010), Unternehmer
- Heinz Heuser (* 1928), Ringer
- Joachim Lorenz (* 1956), Mineraliensammler und Spezialist für den Spessart und seine Mineralien
- Alexander Leipold (* 1969), Ringer
- Elias Huth (* 1997), Fußballspieler